# Edviges Isabel de Neuburgo
Edviges Isabel de Neuburgo (em alemão:  Hedwig Elisabeth Amelia von der Pfalz-Neuburg; 18 de julho de 1673 – 10 de agosto de 1722) era filha do Eleitor do Palatinado Filipe Guilherme do Palatinado-Neuburgo
, Duque do Palatinado-Neuburgo, de Berg e de Jülich, e de sua mulher, a Landegravina Isabel Amália de Hesse-Darmstadt.

## Biografia
Edviges Isabel nasceu no castelo de Dusseldórfia (Stadtschloss), sendo a décima quinta de dezassete filhos.
Entre as suas irmãs encontravam-se Leonor Madalena, Sacra Imperatriz, Maria Sofia, Rainha de Portugal e dos Algarves, Maria Ana, Rainha de Espanha e Doroteia Sofia, Duquesa de Parma.
Edviges Isabel casou com o príncipe Jaime Luís Sobieski, filho do rei João III da Polónia. O noivo tinha ficado noivo de Ludwika Karolina Radziwiłł mas como o casamento nunca se concretizara, Edviges Isabel e Jaime Luís acabaram por casar em 8 de fevereiro de 1691.

## Descendência
Deste casamento nasceram 6 filhos:
1. Maria Leopoldina (Maria Leopoldyna) (30 de abril de 1693 – 12 de julho de 1695).
2. Maria Casimira (Maria Kazimiera) (20 de janeiro de 1695 – 18 de maio de 1723), freira, o pai tentou casá-la, sem sucesso, com Carlos XII da Suécia;
3. Maria Carolina (Maria Karolina), conhecida por Charlotte (25 de novembro de 1697 – 8 de maio de 1740) casou duas vezes: primeiro com Frederico Maurício Casimiro de La Tour d'Auvergne, sem descendência; e depois com o seu cunhado, Carlos Godofredo de La Tour d'Auvergne, com descendência.
4. João (Jan) (21 de outubro de 1698 – julho de 1699).
5. Maria Clementina (Maria Klementyna) (18 de julho de 1702 – 24 de janeiro de 1735),casou com Jaime Francisco Eduardo Stuart (1688–1766), filho do rei Jaime II da Inglaterra (1633–1701), com descendência.
6. Maria Madalena (Maria Magdalena) (nascida e morta em 3 de agosto de 1704).

## Ligações Genealogicas
Edviges Isabel era avó de Carlos Eduardo Stuart (filho de Maria Clementina Sobieska) e avó de Godofredo (III) Carlos de La Tour de Auvérnia, duque soberano de Bulhão (filho de Maria Carolina Sobieska).
A sua irmã Leonor Madalena casara com o imperador Leopoldo I, pelo que Edviges Isabel foi tia do imperador Carlos VI, tia-avó de Maria Teresa da Áustria e tia-bisavó da rainha Maria Antonieta.
Curioso é o facto de ser duplamente tia-avó do rei José I de Portugal, uma vez que era tia de seu pai, o rei João V (filho de Maria Sofia de Neuburgo), e tia de sua mãe, a rainha Maria Ana (filha de Leonor Madalena de Neuburgo).
Foi tia-avó da famosa rainha Isabel Farnésio (filha de sua irmã Doroteia Sofia de Neuburgo).
Entre os seus sobrinhos encontravam-se também o imperador Carlos VII e Clemente Augusto da Baviera, Arcebispo-Eleitor de Colónia (ambos filhos de sua cunhada Teresa Cunegunda Sobieska).
Por fim, e através da sua neta Maria Luísa de La Tour de Auvérnia (filha de Charlotte), de si descendem os Príncipes de Guéméné, pretendentes ao Ducado de Bulhão.